# Бета-тест (фільм, 2016)
Бета-тест — американський науково-фантастичний фільм 2016 року, написаний, продюсований і режисований Ніколасом Гіні. Фільм вперше вийшов на екрани 22 липня 2016 року.

## Про фільм
Геймер — це покликання. Макс Трой є професіоналом своєї справи; джойстиком він володіє досконало. Окрім того, йому страшенно повезло. Максу вдалося влаштуватися на фірму, де відбувається тестування найновіших електронних іграшок. Так нечасто буває, коли за задоволення отримуєш ще й матеріальну винагороду.
Все було нормально, аж поки на роботі йому не дали протестувати одну незвичайну гру. По деякому часі Макс починає розуміти — все що з ним відбувається в грі, трапляється і в реальному житті. Трой з'ясовує, що його дії в грі привели до дуже негативних наслідків — тепер він не може просто так вийти з гри. Все може стати іще гірше.
Йому необхідно грати і постаратися виправити у віртуальному світі всі помилки. Тоді реальність може більш-менш нормалізуватися. При цьому відповідальність дуже велика — адже кожна помилка означає трагедію.
Ще одне питання стоїть перед професійним геймером — хто намагається маніпулювати ним і іншими людьми як маріонетками?

## Знімались
| Актор        | Роль    |
| ------------ | ------- |
| Ману Беннетт | Крід    |
| Лоренц Тейт  | Макс    |
| Лінден Ешбі  | Кінкейд |
| Сара Коутс   | Еббі    |
| Юдзі Окумото | хірург  |